# Еміль Моріс
Еміль Моріс  (нім. Emil Maurice; 19 січня 1897, Вестермор — 6 лютого 1972, Мюнхен) — один з перших членів НСДАП і СС, особистий охоронець і шофер Адольфа Гітлера.

## Біографія
Після закінчення школи був учнем годинникаря, в 1917—1919 роках служив в баварській армії, але активної участі в бойових діях не брав. У 1919 році вступив в ДАП. Коли вона була реорганізована в НСДАП, отримав квиток під № 19. Після створення СА в 1920 році, Моріс став першим верховним фюрером СА.
У 1923 році Моріс став командиром створеного підрозділу СА «Штабсвахе», головним завданням якого була охорона Гітлера, особливо під час мітингів. За участь в Пивному путчі відбував покарання разом з Гітлером в Ландсбергській в'язниці. У 1925 році, через два роки після провалу Пивного путчу, новостворений загін для охорони Гітлера отримав назву «Schutzstaffel» (СС). У той час Гітлер став членом СС № 1, а Еміль Моріс став членом СС № 2.
Коли СС були реорганізовані і почали розширюватися в 1932 році, Моріс став старшим офіцером СС, і в кінцевому підсумку йому було присвоєно звання оберфюрера. Хоча Моріс не став керівником СС, його статус члена № 2 був еквівалентний статусу фактичного засновника цієї організації. Генріх Гіммлер, який в кінцевому підсумку стане визнаним лідером Захисних загонів, був членом № 168.
Після того, як Гіммлер став рейхсфюрером СС, Моріс не потрапив під расові критерії чистоти для офіцерів СС. Всі офіцери СС мали довести расову чистоту починаючи з 1750 року. В ході перевірки з'ясувалося, що у Моріса були предки єврейського походження — Шарль Моріс Шварценбергер (1805—1896), засновник театру Таліа в Гамбурзі, був його прадідом. Гіммлер, який завжди ревнував близьких друзів Гітлера, що були з ним з перших днів Руху і був незадоволений тим, що не має контролю над охоронцями Гітлера, був в захваті.
Він рекомендував, щоб Моріс був виключений з СС разом з іншими членами його сім'ї. До досади Гіммлера, фюрер встав на сторону свого давнього друга. Гітлер змусив Гіммлера в секретному листі від 31 серпня 1935 роки зробити виняток для Моріса і його братів, яким було дозволено залишитися в СС.
У 1936 році став депутатом рейхстагу від Лейпцига. З 1937 року очолював «Товариство професійних ремісників» в Баварії, а також був президентом Торгово-промислової палати Мюнхена.
З 1940 по 1942 був офіцером люфтваффе. Влітку 1945 року був заарештований американською контррозвідкою. У 1947 році випущений на свободу. У 1948 році знву був засуджений на 4 роки примусових робіт.
Висловлюються припущення, що Моріс мав любовні стосунки з Гелі Раубаль, племінницею Гітлера.

## Нагороди
- Почесний хрест ветерана війни
- Золотий почесний знак ремісника
- Медаль «У пам'ять 1 жовтня 1938»
- Почесний знак «За вірну службу» 2-го ступеня (25 років)
- Хрест Воєнних заслуг 2-го класу

### Відзнаки НСДАП
- Почесний знак Кобург (жовтень 1932)
- Золотий партійний знак НСДАП (№39; 1933)
- Орден крові (№495; 1933)
- Медаль «За вислугу років в НСДАП» в бронзі, сріблі та золоті (25 років)

### Відзнаки СС
- Кільце «Мертва голова» (1933)
- Почесна шпага рейхсфюрера СС (1933)
- Почесний кут старих бійців (лютий 1934)
- Почесний кинджал СС
- Медаль «За вислугу років у СС» 4-го, 3-го і 2-го ступеня (12 років)